# جاطا كامسكي
غاتا كامسكي أستاذ كبير سوفيتي المولد (2 يونيو 1974، نوفوكوزنتسك) أمريكي الجنسية وهو بطل الولايات المتحدة خمس مرات.
كامسكي نابغة شطرنج وصل إلى نهائي بطولة الاتحاد الدولي للشطرنج 1996 بعمر 22 سنة، وبلغ المرتبة الرابع في ترتيب العالم سنة 1995  وكانت معظم مبارياته من 1997 حتى 2004 من دون تصنيف الاتحاد.
فاز كامسكي بكأس العالم للشطرنج 2007ن ما أظفره بمقابلة ضد فيسيلين توبالوف لمنافسة أناند على بطولة العالم 2010 والتي خسر فيها غاتا ضد توبالوف، ولعب كامسكي بطولة الترشح لبطولة العالم 2012 وتقدم حتى نصف النهائي أين خسر ضد بوريس غالفند.

## نتائجه في كأس العالم للشطرنج
| عام                | 2005 | 2007 | 2009 | 2011 | 2013 | 2015 |
| ------------------ | ---- | ---- | ---- | ---- | ---- | ---- |
| كأس العالم للشطرنج | د4   | ف    | دث   | در   | رن   | د1   |

## روابط خارجية
- جاطا كامسكي على موقع الاتحاد الدولي للشطرنج (الإنجليزية)
- جاطا كامسكي على موقع مباريات الشطرنج (الإنجليزية)
- جاطا كامسكي على موقع 365Chess.com (الإنجليزية)
- جاطا كامسكي على موقع Chesstempo.com (الإنجليزية)
- جاطا كامسكي على موقع الاتحاد الأمريكي للشطرنج (الإنجليزية)
- جاطا كامسكي سجل أولمبياد الشطرنج على موقع OlimpBase.org (الإنجليزية)